# Морално васпитање
Морално васпитање је сложеница која је настала од две речи и то: морал и васпитање. Моралом и васпитањем су се бавиле бројне науке , међу којим се највише истичу педагогија као примарна односно базична наука о васпитању и етика, део филозофије као основна наука о моралу.

## Етика
Етика је део филозофије која се бави моралом. Настала је од речи (грч. έθιμο) што значи обичај, завичај , навика, ћуд. Грчка реч (грч. έθιμο) је преведена на латински од стране Цицерона на (лат. mos) односно (лат. moralis) , дакле долазимо до њеног данашњег значења морал. Наука о моралу обухвата учење о моралним нормама , о карактеру , о принципима којима би наша свест, разум, ум требало да се води, о вредностима које морамо да поштујемо,о смислу нашег живота.
Морал је појава која је постојала од давнина и моралне норме су се мењале кроз историју, па се може рећи да је морал ишао у корак са временом , дакле историјом, и друштвом. Међутим ,морал се не поиствећује са традицијом и субјективношћу, већ са општим добром и објективношћу. Дакле постоји разлика између обичаја, права и морала. Да би утврдили разлику између њих потребно је навести критеријуме за разликовање сваке од њих посебно. Тај критеријум је управо санкција за кршење обичајних, правних и моралних норми. Санкција за кршење обичајних норми јесте подсмех и осуда јавног мњења. Санкција за кршење правних норми јесте казна. А санкција за кршење моралне норме јесте подсмех и осуда. Иако најблажа за друштво, јер се моралне вредности временом мењају, убедљиво је најтежа казна за разум ум и унутрашње биће јер је најгора санкција за овакав поступак управо грижа савести.

### Чувена имена етике
Отац етике је чувени филозоф Сократ. Он комбинује учење и морал , дакле може се рећи да је Сократ отац моралног васпитања. Његови ученици такође поржавају његово учење. Аристотел у складу са својим учењем проглашава добро као највишу идеју. Морално васпитање јесте комбинација васпитања, затим основних и најузвишенијих идеја, принципа који се морају усадити свакој генерацији, али и комбинација осећања. Још једно од важних имена етике јесте Имануел Кант. Имануел Кант уводи још и дужност у морално васпитање, па се наводи да је морал дужност сваког човека. Дакле, морално васпитање је специфична и комплексна тема којој треба пажљиво приступити.

## Педагогија
Назив педагогија потиче од грчке речи (грч. παιδί), што значи дете, дечак и (грч. οδηγήσει) што значи водити. Ова кованица – водити дете односно водити дечака је битно утицало на будуће одређење педагогије. Педагогије спада у систем друштвених наука чији је предмет васпитање уопште, циљеви васпитања и методе васпитања. Дефиниција педагогије се мењала кроз време узимајући у обзир учитеља тј ауторитет образовања. Педагогија је наука која обухвата много микро грана јер обухвата васпитање и образовање младих, одраслих, односно она је целокупно васпитање и образовање, процес који обухвата све старосне групе. Она је процес који обухвата:
- физички и здравствени развој личности
- умни развој личности
- емоционално- мотивациони развој личности
- социјални развој личности
- креативни развој личности

Педагогија је наука која се директно бави васпитањем па је повезана са бројним другим наукама које се баве васпитањем и образовањем међу којим се највише истиче филозофија, односно етика као наука о моралу, а педагогија, може се рећи представља науку о усађивању морала, начела и принципа у личност човека.
Оно у чему се ове науке слажу јесте васпитање али и почетак ових наука који се поклапа у епохама али и у области настанка васпитања.

## Почеци васпитања
Васпитање је настало у Грчкој у античком добу. Оно око чека се обе науке слажу јесте да су први учитељи били грци и то грчки робови. Први робови су највише времена проводили са децом својих господара. Робови су се посвећивали деци, водили их у школу и чекали их после школе. Први учитељи су били управо робови али не само у смислу телесне бриге о деци, већ и о њиховом васпитању јер су они посећивали њихова предавања, слушали оно што су деца учила како би их касније испитивали. Дакле, учитељи нису само били дечији чувари тела већ и чувари моралног и образовног стања деце.

### Калокагатија
Касније се може видети да је Грчка као колевка васпитања и образовања развила идеал који је калокагатија. Калокагатија представља спајање снажног тела и високог морала. Та тежња да се у човеку постигне спој лепоте, доброте и духовног васпитања утицала је на будуће васпитање и ван античке епохе. Као резултат постоје бројни типови васпитања где су центар били развијено тело и висок морал. Калокагатија је била најутицајнија у Атини где се јављају и први филозофи па је у томе и јача веза између филозофије и педагогије у стварању моралног васпитања. Атињани су много полагали на своје школе међу којима се истичу :
- школе граматиста и китариста
- палестре
- гимназије
- ефебе

Бројни филозофи су се бавили васпитањем али као везнника васпитања и морала, творца етике, узимамо Сократа.

#### Сократ
Атињани нису раздвајали лепоту, доброту и снагу како се може видети у њиховом васпитном идеалу. Сократ је тај васпитни идеал употпунио знањем. Одатле и његова изрека : ,,Врлина је знање ’’, јер се врлина не може купити а самим тим ни знање. Ризично је , како Сократ каже , своје тело предати у руке неког ко није упознат са тиме шта је добро за нас саме. А ризичније је свој разум , ум предати у руке лошем учитељу и васпитачу. Циљ васпитања и образовања , па самим тим и моралног васпитања јесте његова изрека : ,,Ја знам да ништа не знам ’’. Јер ако спознамо границе свог знања и прихватимо да постоје бројне ствари које још увек нисмо упознали,па самим тим тражимо да се усавршавамо и уздижемо властити морал, ми и јесмо добро васпитана бића. 
Циљеви васпитања се јесу мењали кроз историју. Бројни идеали и ауторитети васпитања смањивали су своја учења. Да је сврха васпитања и образовања оно што је истицао Сократ може се видети у томе што се данса за добро васпитаног и образованог човека каже да је човек високог морала, широких схватања, човек који жели да учи и чији је дух вечно млад, никад се не одриче своје идеје о врховном добру. О моралу се не може тако лако судити јер морална питања у човеку изазивају нешто много јаче од пуког, лаконског одговарања.

## Врсте васпитања кроз историју
Иако се за атински васпитни идеал говори као о основи васпитања, ваља напоменути и друге типове васпитања који су се јављали кроз историју. То су:
- Васпитање у епохи civitas dei
- Васпитање у епохи ренесансе
- Васпитање у епохи модерног доба
- Просветитељство
- Васпитање XX I XXI века

### Васпитање у епохи civitas dei
Ово доба се назива добом теологије и мрачњаштва. Васпитачи и фолозофи овог доба нису се бавили човеком, његовим потребама и врлинама, његовим принципима и проблемима живота, већ су се бавили подређивањем човекове воље, живота и мисли једином творцу - Богу. О човеку се говорило као о пролазном људском створу који ће после смрти живети не пролазни небески живот. Учење и васпитање се заснивало на црквеним догмама које су биле веома строге и које су донеле бројна нова схватања. Васпитач и учитељ је била црква која је проповедала аскетизам , покорност, трпљење , умереност , а која узгред није била блага у изрицању казни услед противљења виховном учитељу. Створен је потпуно ниви васпитни идел који је донео и сасвим нови облик морала. Слепа покорност је била центар педагогије и филозофије, па се о овој епоси још говори као о епоси Magister diksit.

### Васпитање у епохи ренесансе
Васпитање у епоси ренесансе подразумева филозофску мисао која у центар својих размишљења ставља човека који је схваћен као универзалан – (лат. uomo univerzale). Насупрот мрачном добу овај период се одликује на претком у области науке, културе, уметности. Црква није могла да спречи развој па се морално васпитање сада слободно развија где се води рачуна о човековим принципима и тежњама. Неки познатији представници ренесансне епохе су:
- Виторино да Фелтре
- Франсоа Рабле
- Мишел Монтењ
- Еразмо Ротердамски
- Томас Мор
- Томазо Кампанела
- Јан Амос Коменски

### Васпитање модерног доба и просветитељство
Овај период се одликује политичким превратима због развоја капитализма и револуција које су захватиле свет (Француска буржоаска револуција 1789). Ипак, јавља се велики број мислилаца који верују у моћ разума, образовања и просвећености, а у први план и као најзначајнија одлика овог доба су тежње ка ограничењу власти цркве. Најзначајнији представници су:
- Жан Жак Русо
- Хелвеције
- Дени Дидро

### Васпитање XX I XXI века
У овкиру овог доба јављају се разне реформистички покрети. Они се јављају у земљама као што су САД, Немачка, Белгија, Швајцарска. Њихови називи су: радна школа, комплексна настава, пригодна настава, пројект метода, винетка метода, Далтон план, школа по мери, Монтесори метод, Декроли метод, јена план, социјалистичка школа.